# تیم ملی والیبال زنان هلند
تیم ملی والیبال زنان هلند تیم ملی والیبال زنان کشور هلند است.

## نتایج

### بازی‌های المپیک تابستانی
- ۱۹۶۴ – شرکت نداشت
- ۱۹۶۸ – شرکت نداشت
- ۱۹۷۲ – شرکت نداشت
- ۱۹۷۶ – شرکت نداشت
- ۱۹۸۰ – شرکت نداشت
- ۱۹۸۴ – شرکت نداشت
- ۱۹۸۸ – شرکت نداشت
- ۱۹۹۲ – جایگاه ۶ام
- ۱۹۹۶ – جایگاه ۵ام
- ۲۰۰۰ – شرکت نداشت
- ۲۰۰۴ – شرکت نداشت
- ۲۰۰۸ – شرکت نداشت
- ۲۰۱۲ – شرکت نداشت